# Сапожніков Леонід Михайлович
Сапожніков Леонід Михайлович (* 29 квітня 1906, Павлоград, тепер Дніпропетровська область — 24 лютого 1970, Москва) — український радянський вчений у галузі технології палива. Нагороджений двома орденами Леніна, 2 іншими орденами, а також медалями.

## Біографія
1930 року закінчив Дніпропетровський гірничий інститут, з 1935 його професор; з 1946 член-кореспондент АН СРСР. У 1937—1961 завідував лабораторією в Інституті Горючих Копалин АН УРСР, з 1962 — працював в Держплані СРСР. Праці з ділянки дослідження та класифікації вугілля та коксування.